# Kenny Bräck
Per Cenny Bräck, mer känd som Kenny Bräck, född 21 mars 1966 i Glava i Värmland, är en svensk före detta racerförare. Bräck tävlade i CART, Indy Racing League och International Race of Champions. Bräck vann under sin IndyCar-karriär IRL Indycar-mästerskapet 1998 och Indy 500 1999.

## Racingkarriär

### Början
Redan som sjuåring lärde sig Bräck att köra bil, på isen på sjön Stora Gla. När han var 14 år sommarjobbade han hos 1977 års Formel Ford-mästare Nils-Arne Johansson, som hjälpte honom skaffa en gokart och assisterade med råd och gav visst ekonomiskt stöd. Kenny Bräck tog så småningom själv hand om det mesta i sin karriär som racerförare; sponsoraktiviteter, införsäljning, förarkontrakt, etc.
Han körde Formel Ford och Formel 3 både i Sverige och England under 1980-talet. Han vann Svenska Juniormästerskapet i Formel Ford 1986. Bräck segrade i alla Formel 3-tävlingar som han körde i Sverige 1989. Han körde Formel Opel Lotus i Europa i början av 90-talet. 1992 blev han skandinavisk mästare i Renault Clio Cup.
1993 åkte Kenny Bräck till USA och vann mästerskapstiteln i Barber Saab Pro Series med sex segrar av 12 möjliga. Samma år testade han Formel 1 på Paul Richard-banan i Frankrike för Williams F1-team.
1994-1996 körde Kenny Bräck Europamästerskapet i Formel 3000. 1995 blev han trea i Formel 3000-mästerskapet. Året därpå blev han tvåa för Team Super Nova. Han förlorade totalsegern då han diskvalificerades i den sista deltävlingen på Hockenheim. Han testkörde Formel 1 med Arrows-stallet under samma år men tackade nej till ett Formel 1-kontrakt då han ansåg att stallet inte hade tillräckliga resurser. Istället satsade han åter på racing i USA.

### Indy Racing League
Bräck tog som bäst två femteplatser under säsongen 1997 när han körde för Galles-stallet. Inför 1998 skrev han kontrakt med amerikanske racinglegenden A J Foyt och vann mästerskapet samma år. Säsongen 1999 vann Kenny det prestigefyllda loppet Indianapolis 500 som första svensk. Hela säsongen blev en framgång och han slutade tvåa i mästerskapet efter Greg Ray.

### Champ Car
Inför 2000 års säsong fick Kenny kontrakt med Team Rahal Letterman, delägt av TV-profilen David Letterman och racinglegenden Bobby Rahal, i amerikanska CART-serien. Han fick titeln som årets rookie och blev totalt fyra i mästerskapet. 
2001 blev han tvåa i CART-mästerskapet efter att ha vunnit flest segrar och tagit flest pole positions av alla förare. Han valdes till "Världens bäste ovalracingförare" av amerikansk press före, bland andra, flerfaldige NASCAR-mästaren Jeff Gordon. Kenny gjorde filmdebut i Hollywoodproduktionen Driven som handlade om CART-serien och spelade tillsammans med stjärnor som Sylvester Stallone, Estella Warren och Burt Reynolds. 2002 blev ett mellanår för honom trots att han hade kontrakt med Toyota Chip Ganassi Racing. Han vann säsongsfinalen i Mexico City och kom därmed på 6:e plats totalt i mästerskapet. Kenny Bräck vann "Americas Cup" i rallyinbjudningstävlingen "Race of Champions" på Kanarieöarna före Jeff Gordon, NASCAR.

### IROC
2001 körde Bräck IROC (International Race of Champions),en tävling som kan liknas vid ett all-star race bestående av förare från flera olika racingklasser i USA. IROC 2002 kördes över fyra deltävlingar på Daytona, Talladega, Michigan samt Indianapolis mellan 16 februari och 4 augusti. Bräck slutade på en tredje plats totalt.

### Indy Racing League (andra andningen)
2003 var Bräck tillbaka hos Team Rahal Letterman och Honda och ledde deras nya satsning på IndyCar, serien som Kenny lämnat 1999. Debutsäsongen var fylld med problem för stallet och Kenny fick endast en pallplacering - i Japans GP där han kom tvåa. I sista loppet för säsongen i IRL, den 12 oktober 2003 på Texas Motor Speedway, råkade Kenny ut för en mycket allvarlig olycka som så när kostade honom livet. I kampen om tredje plats försökte han köra om sydafrikanen Tomas Scheckter, vilket ledde till att de två bilarna körde ihop. Bräcks bil slungades iväg in i skyddsstaketet, träffade en stolpe och bröts sönder. Otroliga 214 G uppmättes i kraschen, det högsta värde som uppmätts sedan man började registrera kraschvåld i racing. Kennys skador inkluderade bland annat brutet bröstben, krossad ryggkota, brutet lårben och två krossade fotleder, nervskador och inre blödningar. Kenny tillbringade 18 månader med rehabilitering och få trodde att han någonsin skulle kunna komma tillbaka som racerförare. 
2005 gjorde han en sensationell comeback i Indy 500, då han ersatte Buddy Rice som skadat sig inför tävlingen. Paradoxalt nog var det Buddy som ersatt Bräck hos Team Rahal Letterman då denne skadat sig. Bräck imponerade genom att kvalificera sig med snabbaste kvaltiden i hela startfältet, med 227,598 mph i genomsnittshastighet. Han erhöll det prestigefyllda "Scott Brayton Award"-priset för sin viljestyrka.

### Karriär efter racingen
Numera bor Kenny Bräck i England och har avslutat sin aktiva IndyCar-karriär. Bräck gjorde ett framträdande som presentatör på Idrottsgalan 2006 (och igen 2020). Samma sommar skapade Bräck rubriker när han uppträdde som gitarrist tillsammans med Sven-Ingvars på "Allsång på Skansen". Han hjälper unga svenska racingförare med deras satsningar i karriären, bland dem Marcus Ericsson. Han spelar med sitt amerikanska rockband "Bräck" och skriver också musik tillsammans med bandets sångare Franc Aledia. Han är också styrelsemedlem hos en på svenska börsen registrerad bildelsleverantör. Kenny Bräck har också inlett en karriär som programledare på TV; år 2008 visades intervjuserien Kenny & vänner i svenska TV4. Han deltog 2011 i SVT:s tävlingsprogram Mästarnas mästare där han slutade på fjärde plats.

## Tillfälliga tävlingsinhopp
- 2009 gjorde Bräck ett tillfällig inhopp i en EM-deltävling i rallycross som kördes 4-5 juli i Höljes. Bräck var inbjuden av Finnskoga Motorklubb som hyrde in en Citroën C4 av Kenneth Hansen.[17]

- Bräck vann 2009 års rallyfinal i X-games i Los Angeles. Motståndare i finalen var Travis Pastrana [18]. Kenny körde en Olsbergs Ford Fiesta och blev den första av varje års speciellt inbjudna förare att ta hem guldmedaljen. Rallyvärldsmästaren Colin McRae hade tidigare toppnoteringen då han 2006 tog silvermedaljen.
- 2011 vann Bräck den historiska delen av Dukeries Rally som kördes i Nottingham, England i en Ford Escort RS1800. Dukerie's var Bräcks andra tävlingsförsök i karriären att köra på okända skogsvägar efter noter. Kartläsare var svenske Emil Axelsson.[19]
- 2011 vann Bräck Midnattssolsrallyt i överlägsen stil med samma Ford Escort RS1800 som han kört med i Nottingham tidigare under året. Även denna gång med Emil Axelsson som kartläsare. Bräck segrade med tiden 1 timme 46 minuter 20,4 sekunder. hela 1 minut 26,3 sekunder före Kenneth Bäcklund, även han i en liknande Ford Escort RS1800.[20]
- I september 2011 anställde Team Lanzante Bräck att köra deras AC Shelby Cobra Daytona Coupé 1964 i RAC Tourist Trophy tävlingen på Goodwood Revival, världens största tävling för historiska racersportvagnar. Bilen byggdes i 6 exemplar i början på 60-talet i en speciellt slimmad karosseriform för att gå snabbt på Le Mans. Bräck tog pole position. Tillsammans med åttafaldige Le Mans-vinnaren Tom Kristensen vann duon tävlingen totalt.

## Serier

### CART

#### Stall
- Team Rahal (2000-2001)
- Target Chip Ganassi Racing (2002)

#### Resultat
- Årets rookie 2000
- 4:a i mästerskapet 2000
- 2:a i mästerskapet 2001
- 6:a i mästerskapet 2002

### Indy Racing League

#### Stall
- Galles Racing (1997)
- AJ Foyt Power Team (1998-1999)
- Team Rahal Letterman (2003,2005)

#### Resultat
- 1:a i mästerskapet 1998
- 1:a i Indianapolis 500 1999

## IndyCar

### Segrar
| Nr | Bana             | År   |
| -- | ---------------- | ---- |
| 1  | Charlotte        | 1998 |
| 2  | Pikes Peak       | 1998 |
| 3  | Atlanta          | 1998 |
| 4  | Indianapolis 500 | 1999 |

### Andraplatser
| Nr | Bana      | År   |
| -- | --------- | ---- |
| 1  | Las Vegas | 1999 |
| 2  | Motegi    | 2003 |

### Tredjeplatser
| Nr | Bana    | År   |
| -- | ------- | ---- |
| 1  | Texas   | 1998 |
| 2  | Atlanta | 1999 |
| 3  | Dover   | 1999 |

## Champ Car

### Segrar
| Nr | Bana        | År   |
| -- | ----------- | ---- |
| 1  | Motegi      | 2001 |
| 2  | Milwaukee   | 2001 |
| 3  | Chicago     | 2001 |
| 4  | Lausitzring | 2001 |
| 5  | Mexico City | 2002 |

### Andraplatser
| Nr | Bana             | År   |
| -- | ---------------- | ---- |
| 1  | Cleveland        | 2000 |
| 2  | Surfers Paradise | 2000 |
| 3  | Nazareth         | 2001 |
| 4  | Rockingham       | 2001 |
| 5  | Toronto          | 2002 |

### Tredjeplatser
| Nr | Bana         | År   |
| -- | ------------ | ---- |
| 1  | Nazareth     | 2000 |
| 2  | Road America | 2000 |
| 3  | Laguna Seca  | 2002 |

### Pole position
| Nr | Bana          | År   |
| -- | ------------- | ---- |
| 1  | Fundiora Park | 2001 |
| 2  | Texas         | 2001 |
| 3  | Milwaukee     | 2001 |
| 4  | Michigan      | 2001 |
| 5  | Road America  | 2001 |
| 6  | Rockingham    | 2001 |
| 7  | Rockingham    | 2002 |

### Snabbaste varv
| Nr | Bana      | År   |
| -- | --------- | ---- |
| 1  | Portland  | 2000 |
| 2  | Chicago   | 2001 |
| 3  | Milwaukee | 2002 |
| 4  | Denver    | 2002 |